# فيزيولوجيا تطبيقية
الفيزيولوجيا التطبيقية هي دراسة الخطوات والنظم الإحيائية وتطبيقها. وهذا المجال يضم الاستفادة من العلم بالخصائص الفيزيولوجية في استعادة الثبات. يستكشف هذا العلم كيفية استجابة الجسم للتمارين الرياضية، والضغوط البيئية (مثل الحرارة أو الارتفاع)، والحالات السريرية. وهذا المجال يختلف عن الممارسة السريرية.